# Ptilosarcus gurneyi
Espèce
Ptilosarcus gurneyi est une espèce d'animaux de l'embranchement des cnidaires. 

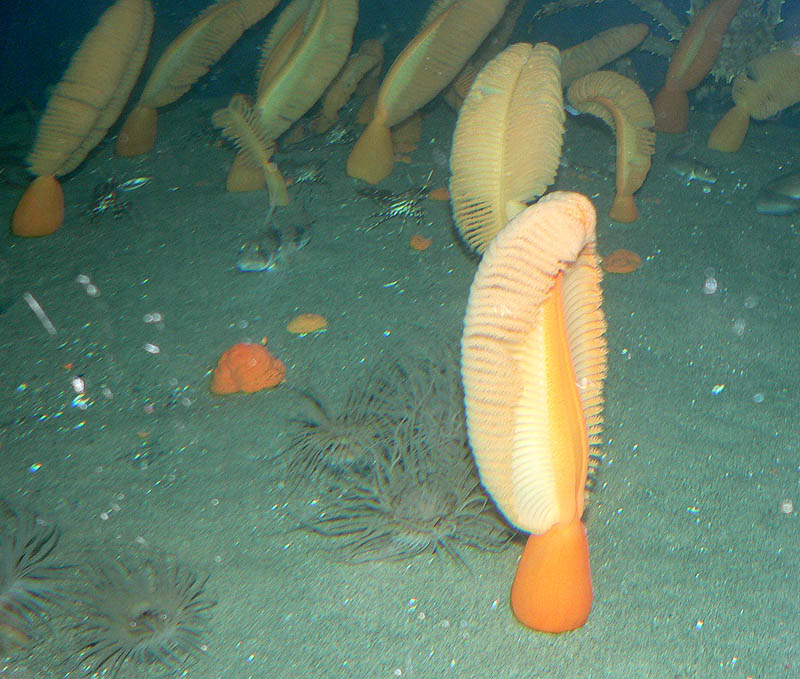
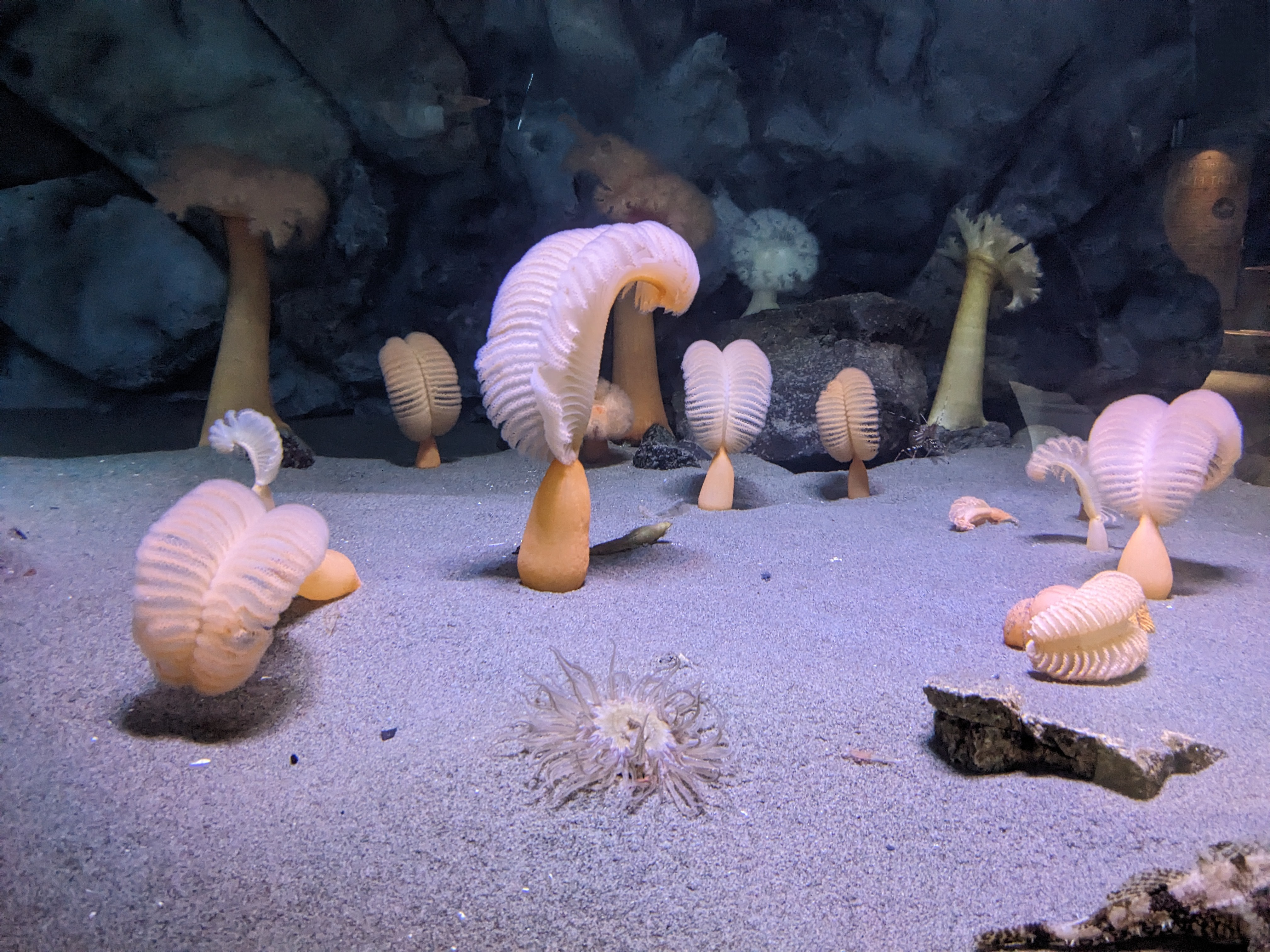
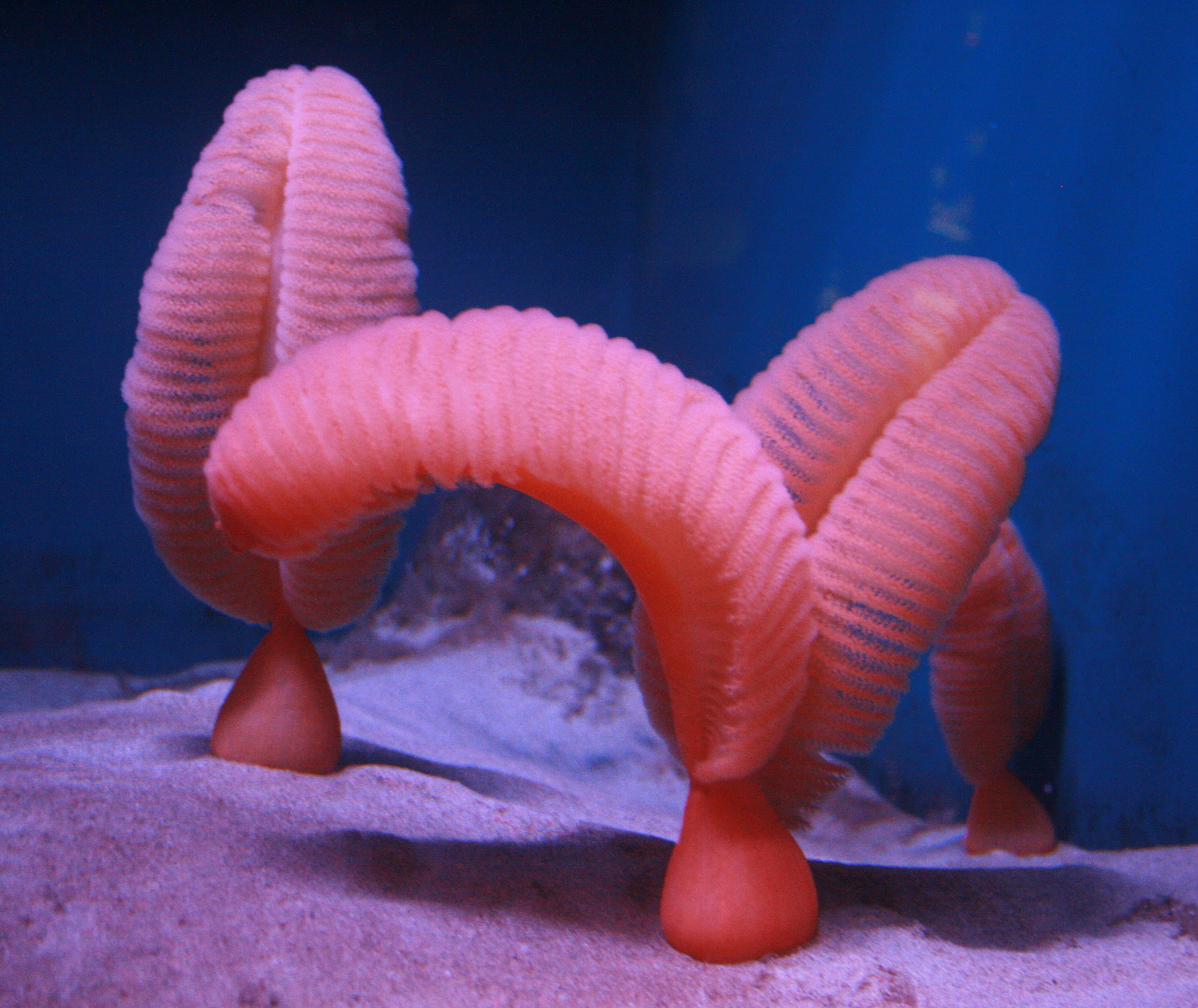
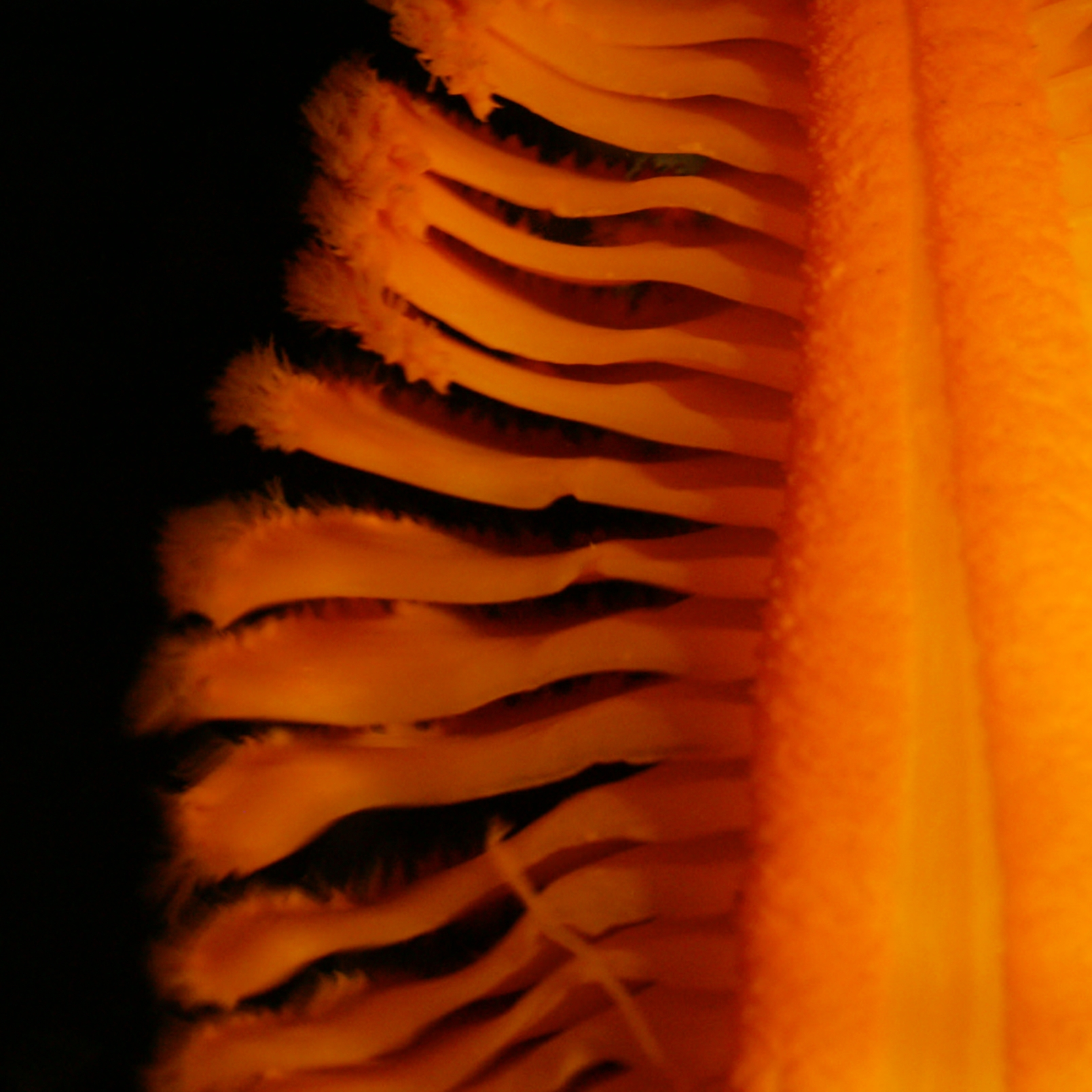